# متیو ریجوی
متیو ریجوی (انگلیسی: Matthew Ridgway; ۳ مارس ۱۸۹۵ – ۲۶ ژوئیهٔ ۱۹۹۳) ژنرال نیروی زمینی ایالات متحده آمریکا بود، که از ۱۹۵۲ تا ۱۹۵۳ فرماندهی عالی متفقین اروپا را برعهده داشت و در فاصله سال‌های ۱۹۵۳ تا ۱۹۵۵ به‌عنوان نوزدهمین رئیس ستاد نیروی زمینی ایالات متحده آمریکا فعالیت می‌کرد. 
اگرچه او در جنگ جهانی اول خدمت نظامی نداشت، اما به شدت در جنگ جهانی دوم درگیر بود، جایی که او اولین فرمانده لشکر ۸۲ هوابرد بود و آن را در عملیات سیسیل، ایتالیا و نرماندی رهبری می‌کرد، قبل از اینکه در اوت ۱۹۴۴ فرماندهی سپاه هجدهم هوابرد تازه تأسیس را بر عهده بگیرد. او این سمت دوم را تا پایان جنگ در اواسط ۱۹۴۵ بر عهده داشت و فرماندهی سپاه را در نبرد بولج، عملیات وارسیتی و حمله متفقین غربی به آلمان بر عهده داشت.
ریجوی پس از جنگ جهانی دوم چندین فرماندهی مهم را بر عهده داشت و بیشتر به خاطر احیای تلاش‌های جنگی سازمان ملل متحد در طول جنگ کره شناخته می‌شود. چندین مورخ، ریجوی را به خاطر تغییر جهت جنگ به نفع طرف سازمان ملل متحد، مورد تقدیر قرار داده‌اند. او همچنین رئیس جمهور دوایت آیزنهاور را متقاعد کرد که از مداخله نظامی مستقیم در جنگ اول هندوچین برای حمایت از نیروهای استعماری فرانسه خودداری کند و بدین ترتیب اساساً جنگ ویتنام ایالات متحده را بیش از یک دهه به تأخیر انداخت. او در ۱۲ مه ۱۹۸۶ مدال آزادی ریاست جمهوری را دریافت کرد. ریجوی در سال ۱۹۹۳ در سن ۹۸ سالگی درگذشت.